# 豊前善光寺
豊前善光寺（ぶぜんぜんこうじ）は、大分県宇佐市にある浄土宗の寺院。山号は梵天山（ぼんてんざん）、院号は法性院（ほっしょういん）と称する。長野県長野市にある善光寺をはじめとする各地の善光寺と区別するため、頭に旧国名である「豊前」を付して、豊前善光寺と呼ばれることが多い。また、所在地のかつての地名にちなんで、芝原善光寺（しばはらぜんこうじ）とも呼ばれる。

## 歴史
天徳2年（958年）、空也によって創建されたと伝える。善光寺に参籠した空也は「鎮西の衆生は我に因縁深厚なり、汝疾く護持して行く可し」という仏勅を受け、善光寺如来を護持して九州に下る。宇佐八幡に詣で「乾の方一里余にして金剛不壊の霊地あり」ということばを蒙り一面芝原であった地に一宇を建立したのが豊前善光寺の始まりであるという。江戸時代初頭まで時宗であった。開基以来盛衰もあったが、江戸時代は歴代の領主黒田氏、細川氏、小笠原氏の尊崇も厚く、現在も念仏道場として法灯連綿一千有余年の信仰の拠点であり続ける古刹である。

## 伽藍
- 本堂 - 開基空也が創建、後に建長2年（1250年）大修理、文禄、元禄に修理の手を加えたと寺伝に伝える。建築様式等から考えると、鎌倉あるいは室町初期の建立であろうと考えられる。桁行7間、梁間5間で、屋根は単層寄棟造妻入り、本瓦葺きとし、唐破風の向拝（元禄期の後補）を持つ。軒は二軒角繁垂木（ふたのきかくしげだるき）、組物は出三斗、木鼻の形は禅宗様を用いる。内部は内陣、外陣に分かれ、内陣天井は折上格天井、外陣天井は大虹梁上に二重枠肘木をおいて化粧棟木と化粧垂木を支える。用に徹し、無骨質実で力漲る化粧屋根裏である。明治40年（1907年）国の特別保護建造物（当時）に指定され、昭和25年（1950年）、文化財保護法施行に伴い重要文化財になっている[3]。
- 南門 - 貞享3年（1686年）建立。その後宝永2年（1705年）に修理され、この時「梵天山」の山額が掲げられている。この山額を揮毫したのは宮本武蔵の達磨図に賛もしている、小倉藩小笠原氏の菩提寺広寿山福聚寺の二世広寿法雲である。平成17年（2005年）解体修理。
- 鐘楼 - 寛保2年（1742年）建立され、平成15年（2003年）解体修理された。梵鐘は大治5年（1130年）、寛文2年（1661年）、宝暦2年（1752年）それぞれ鋳造され、三代目は戦時中供出、昭和32年（1957年）に再鋳されたものである。四方に二十四孝を表す。

## 文化財

### 重要文化財（国指定）
- 本堂[3] - 室町時代中期（1393年-1466年）の建立。桁行七間、梁間五間、一重、寄棟造、妻入、向拝一間、唐破風付、本瓦葺。明治40年（1907年）05月27日指定。

### 大分県指定有形文化財
- 善光寺板碑[4]
- 芝原善光寺鬼瓦[4]
- 善光寺銅造阿弥陀如来立像[4]

### 宇佐市指定有形文化財
- 善光寺文書[4]

## 所在地
- 大分県宇佐市大字下時枝237

## 交通
- 鉄道 - JR九州日豊本線豊前善光寺駅から車で約5分、徒歩約20分。
  - ※豊前善光寺駅より四日市行きのバス（大交北部バス）もあるが平日のみの運行であり本数も極めて少ない。最寄り停留所は「国宝善光寺」。
- 自動車 - 宇佐道路四日市ICから約15分[5]。